# Otero de Curueño
Otero de Curueño es una localidad del municipio leonés de Valdepiélago, en la Comunidad Autónoma de Castilla y León. 

## Localidades limítrofes
Confina con las siguientes localidades:
- Al norte con Valdepiélago y Ranedo de Curueño.
- Al este con La Mata de la Riba.
- Al suroeste con La Vecilla.
- Al oeste con Campohermoso.
- Al noroeste con La Mata de Bérbula.

## Demografía
Evolución de la población
| Gráfica de evolución demográfica de Otero de Curueño entre 2000 y 2017 |
|                                                                        |
| Población de derecho (2000-2017) según el padrón municipal del INE     |

## Historia
Así se describe a Otero de Curueño (Otero de la Encartación) en el tomo XII del Diccionario geográfico-estadístico-histórico de España y sus posesiones de Ultramar, obra impulsada por Pascual Madoz a mediados del siglo XIX:

Lugar en la provincia de León, partido judicial de La Vecilla, diócesis de Oviedo, audiencia territorial y capitanía general de Valladolid, ayuntamiento de Valdepiélago.
Diccionario geográfico-estadístico-histórico de España y sus posesiones de Ultramar